# Верхній Магарін
Верхній Мага́рін (рос. Верхний Магарин, чув. Тури Макарин) — присілок у складі Шумерлинського району Чувашії, Росія. Адміністративний центр Магарінського сільського поселення.
Населення — 37 осіб (2010; 28 у 2002).
Національний склад:
- чуваші — 100 %